# 美水鏡
美水鏡（日语：美水 かがみ，1977年10月7日—），日本男性漫畫家、原畫家，埼玉縣幸手市出身，住在埼玉市，畢業於春日部共榮高等學校。曾經使用（水奈司）為筆名。

## 主要作品

### 原畫
- 笑わないエリカ（ペンギンワークス） － 水奈司名義
- ケーキ×3! 〜苺いちえ〜（frau）
- 幸運☆星 ～陵櫻學園 櫻藤祭～（角川書店） - 原案·總監修·メインキャラバストアップ作畫

### 漫畫
- 僕と、僕らの夏（月刊ComicComp、未單行本化）
- 幸運☆星（月刊Comptiq、月刊Comp-Ace（角川書店）連載中）
  - あきらの王國（月刊Comp-Ace不定期連載中）
  - 宫河家的空腹（CompH's→月刊Comp-Ace→月刊Comptiq連載中）
- SHUFFLE!Comic A la Carte 第1卷 - 4格漫畫寄稿
- あか☆ぷろ!!!〜明るい三姉妹プロジェクト〜 - 角色設計、設定、CD插圖、宣傳4格漫畫等其他
- 狼的孩子雨和雪spinoff 4格漫畫（月刊Comptiq、2012年6月號 - 不定期連載中）

### 小說插畫
- REVENGE!!〜サン・ベルネット学園綺譚〜（森野一角著） - 水奈司名義
- 幸運☆星殺人事件（竹井10日著）
- 幸運☆星Online（竹井10日著）
- 超級童話大戰（竹井10日著）
- Words for Young People、日本角川出版題為《若き人々への言葉》（弗里德里希·尼采著）角川文庫2011年限定
- らき☆すた ひとめこなたに（伊豆平成・田中桂著）

### 其他
- コンプちゃん（月刊Comptiq的吉祥物）
- Canvas2
- 電視動畫《幸運☆星》 - 構成協力、第24話《未定》（最終回）腳本
- OVA《幸運☆星OVA》 - 構成協力·腳本
- 網路動畫《宮河家的空腹》 - 作品監修
- 電視動畫《前說！》 - 原作插圖、原案

### 插圖（寄稿）
- 「Manga Live Selection（日语：まんがライフセレクション）」2009年5月號「『希望宅邸』増刊号」 - 插圖寄稿
- 追悼赤塚不二夫展（2009年8月26日 - 9月7日）内企画「シェーッ!オンパレード」 - 插圖（泉此方）寄稿
- 快盜天使雙胞胎電視動畫 - 第4話End Card插圖
- 灰色的樂園電視動畫 - 第10話插圖

## 趣談
在到台灣簽名會時，兩度被同一男性求婚（第一次在台北展演二館，第二次在台灣安利美特）。他於漫畫《幸運星》第6集的後記對求婚的批踢踢的使用者wahaha99致歉，說他還是喜歡女人。

## 弟子
- MIKOTO[1]

## 相關項目
- 幸運☆星
- Comptiq
- 月刊Comp Ace
- 角川書店
- 武比奈麻衣…馬拉松應援川內優輝選手的應援角色。由久喜市的鷲宮商工會委託作成。

## 外部連結
- 幸運☆星官方網站 （页面存档备份，存于） （日語）